# Menyhárt János (zenész)
Menyhárt János (Budapest, 1952. május 19. –) Máté Péter-díjas magyar gitáros, dalszerző. Élete során több együttesben is játszott.

## Pályafutása
Zenei pályafutását a rövid életű Talizmán együttesben kezdte, majd a Ferm és a Helló zenekarban folytatta. A Ferm együttesben kezdett gitározni. Kis időt töltött a Korál együttesben is. 1978-tól 1988-ig a V’Moto-Rock együttes alapító tagja és gitárosa. A csapat feloszlása után 1989-ben Vikidál Gyulával és Homonyik Sándorral megalapította az MHV zenekart, amely 1995-ig működött. Az MHV mindhárom megjelent lemezének zeneszerzője és gitárosa.
Menyhárt írta Homonyik Sándor szólóalbumainak zenéjét is, többek között a nagy sikerű Álmodj királylányt, amelyet eMeRTON Díjjal jutalmaztak.
Dalszerzőként közreműködött Kovács Kati, Szűcs Judith, Cserháti Zsuzsa, Koncz Zsuzsa, Demjén Ferenc és Patkó Béla Kiki albumán, illetve Tissynek, s még többeknek írt zenét, dalszöveget.
Saját vallomása szerint legemlékezetesebb, legkedvesebb együttese a V'Moto-Rock.
Zenéjére feltűnően erős hatást gyakorolt a Queen, és főleg a zenekar gitárosa, Brian May jellegzetes játéka.

## Dalai (válogatás)
- A cél (V’Moto-Rock)
- A szabadság vándorai (Demjén Ferenc)
- Álmodj, királylány (Homonyik Sándor)
- Az én utam vár (Keresztes Ildikó)
- Egy elfelejtett dal (Cserháti Zsuzsa)
- Kezdjünk új életet (Szűcs Judith)
- Együtt a szerelemért (Szűcs Judith)
- Mit tegyek, hogy érezd (Szűcs Judith)
- Hogyan tudnék élni nélküled? (Demjén Ferenc)
- Hány út visz tőlem hozzád? (Tissy)
- Mindig volt, mindig lesz-Demjén Ferenccel (Koncz Zsuzsa)
- Ne haragudj rám (Kiki)
- Szóljon a dal (Koncz Zsuzsa)
- Rázd meg, baby (Siménfalvy Ágota)
- Szabadság vándorai (Sárközi Anita)
- Szeress úgy, mint régen (duett Csaba Zsuzsa Mercédesszel) (Homonyik Sándor)
- Várok rád (Lukács Erzsébet)
- Sose búcsúzz el (Homonyik Sándor)
- Szeretlek (Csézy)

## Díjak
- EMeRTon-díj (1990)
- A Magyar Érdemrend lovagkeresztje (2016)
- Máté Péter-díj (2021)[2]
- Artisjus Életműdíj (2023)[3]
- A Magyar Érdemrend tisztikeresztje (2025)[4]